# Anomala moquina
Anomala moquina är en skalbaggsart som beskrevs av Thomas Casey 1915. Anomala moquina ingår i släktet Anomala och familjen Rutelidae. Inga underarter finns listade i Catalogue of Life.